# Văn phòng Trung ương Cục miền Nam
Văn phòng Trung ương Cục miền Nam (VP.TWCMN 1961-1975) là cơ quan bảo đảm mọi hoạt động của Trung ương Cục miền Nam (TWCMN), được ra đời và kết thúc nhiệm vụ lịch sử cùng với quá trình tồn tại của TWCMN (1961-1975).

## Các bộ phận thuộc VP.TWCMN

### Khối Văn phòng
Khối Văn phòng-C15: Nơi đây đặt ban lãnh đạo Văn phòng, đồng thời toàn bộ cán bộ của TWCMN sống và làm việc tại bộ phận này. Hiện nay khu di tích TWCMN được xây dựng và tôn tạo tại Khối Văn phòng - C15 khi xưa.
Khi mới thành lập ban lãnh đạo văn phòng gồm có:
1. Lê Vụ (Bảy Thành)-Chánh Văn phòng.
2. Châu Quốc Tuấn (Ba Kiếng)-Phó Chánh Văn phòng.
3. Nguyễn Văn Đậu (Bảy Xuội)-Phó Chánh Văn phòng.
4. Bảy An-Phó Chánh Văn phòng.

Sau nhiều lần luân chuyển và bổ sung, từ năm 1972 lãnh đạo Văn phòng TWCMN ổn định đến 1975:
1. Châu Quốc Tuấn-Chánh Văn phòng
2. Vũ Đức (Tám Nhân)-Phó Chánh Văn phòng
3. Nguyễn Văn Sáu (Sáu Bằng)-Phó Chánh Văn phòng
4. Phạm Ngọc Lân (Mười Tê)-Phó Chánh Văn phòng
5. Tô Bửu Giám (Năm Giám)-Phó Chánh Văn phòng

Phụ trách quản trị C15: Chín Kỷ, Ba Hùng, phụ trách bảo vệ trực tiếp Nguyễn Chín Dũng (Chín Dũng).

### Khối Nghiên cứu, Thống kê - Tổng hợp
Khối Nghiên cứu,Thống kê-tổng hợp - C16: Khối này lúc đầu là tổ, bộ phận, do chánh văn phòng quản lý, sau lập thành Ban Nghiên cứu do TWCMN trực tiếp chỉ đạo. Trưởng ban: Vũ Đức (Tám Nhân), tháng 3 năm 1973 ra Bắc, ông Lê Thái Hiệp lên thay. Các Phó ban gồm: Nguyên Văn Tuấn (Ba Tuấn); Trần Quang Chiêu (Ba Văn). Các thành viên: Phạm Dân (Ba Hương), Nguyễn Bá Thọ (Mười Trận), Nguyễn Văn Tốt (Hai Bình), Lê Văn Thâm (Chín Sanh), Đào Phúc Lộc (Năm Đời, Năm Thu), Nguyễn Tấn Khế (Mười Sương), Tăng Anh Dũng (Sáu Thơ), Bùi Thị Nga (Bà Tám Chí-vợ của Kiến trúc sư Huỳnh Tấn Phát), Nguyễn Thanh Cương (Tư Cương), Nguyễn Văn khá (Sáu Việt), Vũ Ngọc Lân (Tám Lân), Nguyễn Văn Tiên (Sáu Chí), Nguyễn Văn Tấn (Sáu Lực), Năm Thạnh, Hai Nhẫn, Nguyễn Như Ý (Năm Chữ), Nguyễn Ngọc Sơn (Chín Cầm), Lê Trí Dũng, Huỳnh Thanh Xuân, Hữu Chí... Đây là cơ quan tham mưu, có nhiều đóng góp đắc lực cho sự chỉ đạo của TWCMN.
Phụ trách quản trị C16: Tư Hội,Tư Sơn, Sáu Phát. Cấp dưỡng Hai Điệp, Hường.

### Khối Trọng điểm
Khối trọng điểm - B23, sau đổi thành B24: Ngày 25 tháng 10 năm 1967 TWCMN giải thể Quân khu 7 và Quân khu Sài Gòn - Gia Định thành lập Khu Trọng điểm tại Đồi B9 (Chàng Riệt), đơn vị này lấy phiên hiệu là B23 thuộc VP.TWCMN, Khu trọng điểm chia thành 6 phân khu. Bí thư Khu Trọng điểm: Nguyễn Văn Linh, Phó bí thư: Võ Văn Kiệt.
1. Phân khu 1 địa bàn gồm: Củ Chi, Hóc Môn, Gò Vấp, một phần các huyện Trảng Bàng, Bến Cát, Dầu Tiếng. Bí thư Phan Đức (Tư Trường). Tư lệnh Trần Đình Xu (Ba Đình).
2. Phân khu 2 địa bàn gồm: Bình Tân (Bình Chánh, Tân Bình), các Quận 3, 5, 6 và bắc Long An. Bí thư Phan Văn Hân (Hai Xang), Phó bí thư Võ Trần Chí. Tư lệnh Hai Thanh. (Sau năm 1968 Hai Xang bị bắt và bị thủ tiêu, Hai Thanh đầu hàng, Phân khu 2 tan rã).
3. Phân khu 3 địa bàn gồm: Quận 2, 4, 7, 8, huyện Nhà Bè và nam Long An. Bí thư Nguyễn Văn Chính (Chín Cần). Tư lệnh Tư Thân (Huỳnh Văn Mến). Sau Mậu Thân Khu Trọng điểm sáp nhập Phân khu 2 và 3 lại thành Phân khu 23, với cán bộ nòng cốt là của Phân khu 3.
4. Phân khu 4 địa bàn gồm: Quận 1, 9, Thạnh Mỷ Tây, Thủ Đức, Long Thành, Nhơn Trạch. Tư lệnh Tám Quang (Năm Quyết), Lê Quang Thành (Tư Thành).
5. Phân khu 5 địa bàn gồm: Bình Hòa, Phú Nhuận, Dĩ An, Lái Thiêu, Phú Giáo, Tân Uyên. Bí thư [Hoàng Minh Đạo] (Năm Thu). Tư lệnh Ba Sinh (Nguyễn Văn Ngọt, bí danh Nguyễn Chí Sinh, năm 1968 bị bắt, Tám Hà nhận diện sau đó đầu hàng).
6. Phân khu 6 gồm: Các lực lượng Nội thành không phân chia theo địa bàn như Biệt động, Đặc công..., các lực lượng đoàn thể như Thành đoàn, Hoa vận, Trí vận... các đội tuyên truyền... Bí thư Võ Văn Kiệt, sau đó Trần Bạch Đằng, Mai Chí Thọ. Tư lệnh Quân sự Trần Hải Phụng, Tư lệnh Biệt động (F.100) Nguyễn Đức Hùng (Tư Chu, Ba Tam). Chính ủy Minh Dũng, các chỉ huy phó Võ Tâm Thành, Trần Minh Sơn, Nguyễn Văn Hát.

Chuẩn bị cho tổng tấn công năm 1968, Khu Trọng điểm chia thành 2 bộ chỉ huy tiền phương:
1. Bộ chỉ huy tiền phương phía Bắc: Tư lệnh kiêm chính ủy Trần Văn Trà, Phó chính ủy Mai Chí Thọ.
2. Bộ chỉ huy tiền phương phía Nam: Phụ trách Võ Văn Kiệt, Lê Đức Anh, Trần Hải Phụng, Trần Bạch Đằng. Nguyễn Văn Linh theo sát cánh này đến vùng ngoại ô Sài Gòn - Chợ Lớn, Bộ chỉ huy cánh Nam vào đến Chợ Thiết. Tiểu đoàn 261 (Hy rôn) của khu 2 trong đội hình này, khi bị bao vây tiểu đoàn trưởng Hai Hoàng còn kịp chuyển khẩu súng ngắn Colt 45 của Fidel Castro tặng cho đơn vị về căn cứ.

### Khối hành chánh - Tổ chức
Khối Hành chánh-Tổ chức-C11, C13: Khối này chia ra các tổ đánh máy-in ấn, văn thư-lưu trữ, tiếp tân, giao liên nội bộ trong căn cứ, tuyển chọn và quản lý cán bộ chiến sĩ, bảo vệ nội bộ... Lãnh đạo gồm: Phan Phát Phước (Tám Đen), Sáu Hiền, Phạm Minh Tâm (Tư Hòa), Bảy Bảy. Các Phó gồm: Trần Hoành (Năm Hoành), Võ Thanh Duy (Tám Duy), Tám Hiệp...

### Khối Cơ yếu
Khối Cơ yếu-C21, C62: Ban Cơ yếu Trung ương Cục miền Nam trực thuộc TWCMN, có nhiệm vụ vừa quản lý ngành, vừa phục vụ sự lãnh đạo của TWCMN, nên gắn bó chặt chẽ với Văn phòng TWCMN. Do đó Ban Cơ yếu chia làm 2 bộ phận, bộ phận quản lý ngành (C62) và bộ phận phục vụ TWCMN, nằm trong biên chế Văn phòng TWCMN (C21).
Ban lãnh đạo gồm: Nguyễn Văn Hằng (Chính, Chín Ròm)-Trưởng ban, các Phó ban: Trần Tấn Liên (Tư Liên), Nguyễn Hoàng, ủy viên ban: Sáu Thảo, Bảy An. Các trưởng phòng có Nguyễn Văn Dầy phụ trách Phòng Mã dịch, Phạm Minh Đức (Năm Nhỏ) phụ trách nghiên cứu kỹ thuật mật mã. Trần Tấn Liên phụ trách trực tiếp bộ phận phục vụ nằm trong biên chế Văn phòng TWCMN.

### Khối Thông tin
Khối thông tin-C25, B19, C31: Ban Thông tin liên lạc Trung ương Cục miền Nam trực thuộc TWCMN, có nhiệm vụ tổ chức cụm đài, mạng lưới thông tin liên lạc toàn miền Nam, phục vụ thông suốt việc chỉ đạo của TWCMN đến các chiến trường và giữ liên lạc thường xuyên với Trung ương ở miền Bắc.
Ban thông tin R có các bộ phận: khai thác, kỹ thuật, điện báo, điện thoại, xưởng cơ công và trường vô tuyến điện; có hai bộ phận gắn liền với Văn phòng TWCMN, đó là C25 (Bộ phận thông tin vô tuyến, do Tám Mai phụ trách), bộ phận này thường ở rất xa Văn phòng TWCMN, bộ phận thứ hai là B19 (Bộ phận thông tin hữu tuyến, do Năm Tập phụ trách), bộ phận này bảo đảm thông tin liên lạc nội bộ giữa các lãnh đạo TWCMN, giữa các bộ phận trọng yếu trong toàn bộ Văn phòng TWCMN. Sang năm 1973 đến trước 30 tháng 4 năm 1975, hệ thống thông tin trong Văn phòng TWCMN còn có bộ phận thông tin hữu tuyến của Bộ tư lệnh Quân giải phóng miền Nam, giúp bảo đảm liên lạc của TWCMN bằng hữu tuyến đến Bộ chỉ huy Miền, các Quân khu, Quân đoàn và với Trung ương ở miền Bắc.
Trưởng ban Thông tin R: Nguyễn Thành Danh (Sáu Đại), Phó Ban: Đỗ Bông, các ủy viên là Bùi Văn Nê, Vũ Đức Bang.

### Khối quản trị hậu cần
Khối quản trị và hậu cần gồm C17 - C18 - B9...: Khối này gồm nhiều bộ phận nghiệp vụ như tài vụ, chăn nuôi, may mặc, thu mua, vận chuyển, kho hàng, y tế (bệnh viện), quân số thường trực khoảng 300 người. Trong điều kiện chiến tranh ác liệt, cơ quan thường xuyên di chuyển (Trong 15 năm, VP.TWCMN di chuyển trên 30 căn cứ khác nhau, hàng trăm căn cứ dự bị được xây dựng), việc bảo đảm hậu cần là tối cần thiết, thậm chí là một kỳ công. Riêng C18 (bệnh viện), lúc nào cũng đầy bệnh nhân, nhiều nhất là sốt rét, rắn cắn, cùng nhiều tai nạn rủi ro khác. Nhân sự tại BV đông nhất là 50 người gồm 5 bác sĩ, 8 y sĩ, 10 y tá, 1 nha sĩ, có khoa dược do Bà 2 già đảm trách, khoa X Quang bác sĩ Bôn chịu trách nhiệm. Hội đồng BS có gần 20 người, khi cần thiết thì Ban Dân y, Quân y tiếp sức, các BS Trương Công Trung, Nguyễn Thiện Thành thường qua chăm sóc cho lãnh đạo TWCMN.
Phụ trách khối này là Phó văn phòng Nguyễn Văn Sáu (Sáu Bằng), Trưởng phòng Nguyễn Hữu Tân (Năm Mộc), các Phó phòng Ba Quế, Tư Quý, Ba Dần, Mười Trường.

### Khối Giao-Bưu-Vận
Khối Giao - Bưu - Vận, A7 Đoàn 45 và A-53: Ngày 2 tháng 6 năm 1962 Ban Giao-Bưu-Vận Trung ương Cục được thành lập (gọi tắt là Ban Giao bưu R). Nhiệm vụ của Ban Giao bưu R là bảo đảm đường dây thông suốt từ Bắc vào Nam, từ TWCMN đi đến các chiến trường, đây là hệ thống mạch máu quan trọng của sự nghiệp Cách mạng giải phóng miền Nam. Từ VP.TWCMN mạch máu được nối liền với cơ thể thống nhất đó bởi Đoàn 45 của Ban Giao bưu R, đầu mối trực tiếp đồng thời cũng là Trung tâm chỉ huy của đoàn là trạm A7, đầu mối này luôn gắng chặt với VP.TWCMN. Lãnh đạo của đoàn lúc đầu là Trịnh Văn Thành (Sáu Thành)), về sau là Sáu Đờn (Nguyễn Văn Chí) và Năm Châu.
Ban lãnh đạo của khối lúc mới hình thành gồm: Trưởng ban Nguyễn Chí Quyết (Dụng), các Phó ban Trần Văn Thâm (Ba Cao), Nguyễn Văn hóa (Sáu Tiến), ủy viên Trần Nam Thống (Đức). Về sau có thay đổi: Trưởng ban Trần Thắng Minh (Hai Quang, hai Móc), các Phó ban Nguyễn Ba (Ba Cao), Trần Nam Thống, Trịnh Văn Thành (Sáu Thành).
Quân giải miền Nam có hệ thống quân bưu riêng, nòng cốt là các Binh trạm Trường Sơn của Đoàn 559, đầu mối tại Bộ chỉ huy Quân giải phóng miền Nam là Phòng 3 (Ô 3).
Riêng VP.TWCMN còn có đường dây A-53 do Dương Quang Đông (Dung Văn Phúc)-Phụ trách. Đường dây này bảo đảm cho TWCMN cử cán bộ đến các chiến trường, về Hà Nội hoặc đến các nước bằng lối đi công khai.

### Khối Bảo vệ
Khối bảo vệ - D1 An ninh vũ trang: Là cơ quan đầu não của Cách mạng miền Nam, nên việc bảo vệ VP.TWCMN cũng là nhiệm vụ chính của các lực lượng vũ trang Cách mạng miền Nam. Trước nhất thuộc về lực lượng vũ trang Quân giải phóng miền Nam. Kế đến là lực lượng An Toàn Khu (ATK) do Ban căn cứ TWCMN phụ trách, về sau lực lượng bảo vệ căn cứ phát triển thành Đoàn 180 An ninh vũ trang, do Ban An ninh TWCMN quản lý (Trực tiếp là Tiểu ban an ninh vũ trang do Tám Lê Thanh chỉ huy).
VP.TWCMN cần tính bảo mật cao, nên cơ động nhiều, ít khi ở chung với khối Dân sự, luôn gần gũi với Bộ tư lệnh Quân giải phóng miền Nam. Lực lượng bảo vệ tiếp cận của VP.TWCMN do Ban An ninh TWCMN phụ trách từng bước trưởng thành, lúc đầu cấp đại đội, đến năm 1968 hình thành tiểu đoàn độc lập với trang bị mạnh về vũ khí, lấy tên là Tiểu đoàn 1 An ninh vũ trang (D1 - An ninh vũ trang). Dù bất cứ VP.TWCMN đóng quân trong đội hình nào, thì D1 - an ninh vũ trang, cũng là đơn vị bảo vệ trực tiếp và tuyệt đối. Để bảo đảm bí mật, nội quy của đơn vị rất khắt khe về nơi ăn chốn ở, việc ra vào đơn vị phải đủ giấy tờ, các chốt gác và các tốp tuần tra cảnh giới luôn theo dõi chặt chẽ mọi diễn biến xung quanh khu vực trú đóng và các lối mòn nội bộ (Những lúc ở chung với Bộ chỉ huy Miền, phải qua nhiều chốt kiểm tra của Cục chính trị Quân giải phóng miền Nam, trước khi đến khu vực tiểu đoàn 1 quản lý).
Nhà ở các lãnh đạo TWCMN, ngoài các cận vệ trực tiếp còn có các chốt chặn bên ngoài, dù cùng khối văn phòng nhưng không có trách nhiệm không được đến khu vực các lãnh đạo TWCMN. Giữa các khối, rất hạn chế việc qua lại với nhau, đặc biệt không được vào khối văn phòng. Các lính cận vệ của cán bộ cao cấp về đến VP.TWCMN làm việc thì không được trở ra nữa, được sung vào lực lượng "Ngự Lâm", lính "Ngự Lâm" thì không được ra khỏi căn cứ đi chiến trường. Trong nội bộ nhiệm vụ ai nấy biết, công việc đơn vị nào biết đơn vị đó, không được tìm hiểu, lỡ biết không được nói. Đối với bên ngoài tuyệt đối không để lộ danh tánh đơn vị mình.
Từ lúc qua Campuchia (tháng 6 năm 1970), là đơn vị độc lập tác chiến trong việc bảo vệ VP.TWCMN, Tiểu đoàn 1 được trang bị xe Jeep và Honda 90cc dùng để đưa rước cán bộ lãnh đạo đi công tác, về sau trang bị thành Đội xe, nên tiểu đoàn bảo vệ có thêm nhiệm vụ đưa đón khách vào ra VP.TWCMN.
Tiểu đoàn trưởng qua các thời kỳ gồm có: Đào Tiên Thưởng (Năm Ngọc Minh), Phan Văn Khi (Tư Châu lớn); các tiểu đoàn phó:Dương Văn Giáo (Năm Giáo), Phạm Thành Thái (Mười Thái); các chính trị viên: Nguyễn Văn Hiền (Năm Hiền), Nguyễn Văn Sơn (Năm Sơn), Nguyễn Hồng Châu (Tư Châu nhỏ). Tiểu đoàn một An ninh vũ trang được Nhà nước tặng danh hiệu đơn vị Anh hùng lực lượng vũ trang nhân dân ngày 24 tháng 1 năm 1976.

## Địa bàn hoạt động của VP.TWCMN thời kỳ 1961-1975.
Trải qua gần 15 năm trường kỳ kháng chiến, VP.TWCMN di chuyển gần 40 địa điểm khác nhau từ Chiến khu Đ, sang Chiến khu Tây bắc Tây Ninh, sang Campuchia và sau cùng về trú đóng tại Romduol (Chàng Riệt - Tây Ninh) cho đến ngày giải phóng miền Nam 30 tháng 4 năm 1975. Thời kỳ trên được chia làm các giai đoạn và địa bàn như sau:
1. Thời kỳ 1961-1962: Thời kỳ này TWCMN mới được thành lập tại Chiến khu Đ, ngay sau đó VP.TWCMN cũng được thành lập, lực lượng nòng cốt của VP.TWCMN dựa trên lực lượng chính của Văn phòng Xứ ủy Nam Bộ. Ngày 19 tháng 1 năm 2004, Bộ Văn hóa-Thông tin đã ra Quyết định số 02/2004/QĐ-BVHTT công nhận địa điểm căn cứ TWCMN (thời kỳ 1961-1962) thuộc xã Phú Lý, huyện Vĩnh Cửu, tỉnh Đồng Nai là di tích quốc gia.
2. Thời kỳ 1962-1967: Do điều kiện sinh hoạt tại Mã Đà quá khắc nghiệt, nên sau khi Đại hội lần thứ I xong, TWCMN quyết định về lại chiến khu Bắc Tây Ninh, vùng Chàng Riệt-Núi đất, tức vùng Chrak Rumduol
3. Thời kỳ 1967-1969: Thời kỳ này VP.TWCMN trú đóng tại vùng rừng Le, nằm về hướng Đông-Bắc Cà Tum, cạnh Phum Baphloam.
4. Thời kỳ 1969-1970: Sau khi căn cứ bị lộ và bị B52 tấn công, VP.TWCMN chuyển về vùng Móc Câu, nằm trên thượng nguồn sông Sài Gòn, sâu vào phần đất Campuchia, Nằm về phía Đông Phum Choam Kravien, phía Nam Phumi Stoeng Srei.
5. Thời kỳ 1970-1973: Do cuộc chiến tranh mở rộng ra toàn cõi Đông dương, nên VP.TWCMN di chuyển sang Campuchia, trú đóng trên vùng phía Tây bờ sông Mekong, thuộc tỉnh Cần Ché.
6. Thời kỳ 1973-1975: Đóng quân tại nơi có khu di tích TWCMN hiện nay, tức Phum Rumduol.
7. Ngày 2 tháng 5 năm 1975 về Thủ Đức tại Học viện Cảnh sát Quốc gia. Đến 31 tháng 12 năm 1975 VP.TWCMN chấm dứt sự tồn tại của mình (sau khi TWCMN hoàn thành vai trò lịch sử đúng 3 tháng).

## Vị trí đóng quân của VP.TWCMN trên đất Campuchia.
Đơn vị xuất phát từ Ta Not, vượt biên giới Campuchia ngày 7 tháng 4 năm 1970, tại Phumi S'am. Điểm trú đóng đầu tiên là cao điểm 81, cạnh Phum Mê May, tại đây B52 có những trận oanh kích mạnh mẽ vào đội hình VP.TWCMN. Đến cuối tháng 5 năm 1970 đội hình VP.TWCMN đến dừng chân tạm trên dọc tuyến sông Chhlong, dòng sông này đổ ra thị trấn Chhlong, tỉnh Karacheh. Trong khi chờ lực lượng tiền trạm xác định hướng di chuyển mới, VP.TWCMN xác định đối phương đã lần ra dấu vết của mình, do B52 cày nát những nơi TWCMN đi qua hoặc vừa mở máy phát sóng, các hãng thông tấn nước ngoài có những dự báo về hướng di chuyển của TWCMN không khác so với thực tế bao nhiêu. Từ đó TWCMN đi đến một quyết định vô cùng táo bạo. Đêm 6 tháng 6 năm 1970 toàn bộ đội hình VP.TWCMN vượt sông Mekong bằng những chiếc ghe bầu do bà con Việt kiều vừa thoát khỏi các trại tập trung của Lon Nol đưa đón, và vào sâu trong các vạt rừng phía tây dòng sông Mekong, TWCMN đồng thời cấm không cho các đơn vị vũ trang hoặc dân chánh Đảng vượt qua dòng sông này. Như vậy, lần đầu tiên trong lịch sử, VP.TWCMN không nằm trong tầm bảo vệ của Bộ tư lệnh Quân giải phóng miền Nam, và của Ban căn cứ TWCMN, chỉ riêng Tiểu đoàn 1 bảo vệ, có sự phối hợp chỉ huy của Ban An ninh TWCMN, VP.TWCMN đã dấu mình một cách độc lập phía Tây dòng sông Mekong.
Tuy vậy những con đường xe be (xe chở gỗ) xuất phát từ Bào Lùng (Phumi Prek Pralung), Pra xốp (Phumi Prek Prasab), Phum Cô (Phumi Kampong Kor), Chụt tha ma (Phumi Chrouy Thma)...nối hình rẽ quạt vào trung tâm căn cứ TWCMN (Phum Sưng Tộ) bị B52 tiếp tục đánh bom trong những ngày đầu mới đến, C25 lại một phen nữa bị cày nát, những chiếc máy vô tuyến điện cuối cùng không còn dùng được nữa. TWCMN mất liên lạc với Trung ương (Miền Bắc) một thời gian ngắn, hơn mươi ngày khi nối lại liên lạc, Bộ chính trị ôm nhau mà nước mắt tuôn trào. Có lẽ do chuyển hóa giữa họa thành phúc chăng? Sau khi quyết định ẩn náu một mình phía Tây sông Mekong, thay đổi kỹ thuật phát sóng, và đến lượt thay đổi luôn những chiếc máy còn lại (do B52 phá hủy), đến lúc này B52 mới bỏ rơi VP.TWCMN.
- Khu vực đóng quân của VP.TWCMN gồm:

1. Đông cách sông Mekong từ 3 km đến 10 km, dựa theo vòng cung của sông Mekong.
2. Bắc giáp với Phumi Roha (Roha), tỉnh Kracheh.
3. Tây giáp với đường xe be (xe lấy gỗ)từ Phumi Roha, đi đến các phum Phumi O Pram (O Pram), và Phumi O Chok (O Chak),tỉnh Kampong Cham.
4. Nam giáp Phumi stoeng Tro (Stoeng Tro),tại Phum Tộ (Phumi Stoeng Tro), có thêm khu nghỉ mát cho lãnh đạo TWCMN. Từ đây hướng về phía Tây là tỉnh Kampong Chhnang, hướng lên Tây Bắc là tỉnh Kampong Thom, Siem Reap, hướng lên Bắc là tỉnh Preah Vihear và tỉnh Stung Treng, cả vùng hậu cứ núi rừng trùng điệp.

- Căn cứ dự bị của VP.TWCMN được xây dựng về hướng Tây Bắc, trên vùng đất tỉnh Campong Thom, cách Phumi Stoeng Tro khoảng một ngày đường đi bộ. Đây là khu rừng già yên tỉnh, có nhiều đồi núi trập trùng, nhiều Voi và thú rừng, lối Voi đi ngang dọc như đường phố. Khi cuộc càn "Toàn Thắng 1.71" tấn công lên vùng Đông-Bắc Campuchia, VP.TWCMN cho chuyển lên đây 100 tấn gạo, nhiều tấn muối và vật dụng cần thiết.

Ngày 24 tháng 2 năm 1971, bộ phận xây dựng được tạm thời rút về, lúc này Đỗ Cao Trí thiệt mạng do rơi máy bay, cục diện chiến trường thay đổi, Quân giải phóng chuyển thế phản công. VP.TWCMN cho chuyển gạo, muối về thì không còn gì cả, bởi Voi và thú rừng chén sạch. Kho muối đến cái bao đựng cũng không còn, chúng cạp ăn cả đất tạo thành những cái hố.
- Vùng hữu ngạn sông Mekong về sau có thêm căn cứ Trung ương Đảng cộng sản Campuchia (Khme đỏ), Ban liên lạc Việt kiều Campuchia, Cơ quan Trung ương Đảng cộng sản Campuchia khi mới thành lập, bộ khung nhân sự, từ chị nuôi, bảo vệ, hành chánh, văn thư... do VP.TWCMN cử qua, chỉ huy trưởng là Nguyễn Chính Dũng C15.
- Các cơ quan ban ngành TWCMN đóng quân dọc hai bên quốc lộ số 2 từ Đầm-Be (Dambe) đến nam Sa-Lông (Chhlong), trong đó khu vực Dambe được coi như khu vực trung tâm.(Khu trung tâm)
- Bộ tư lệnh Quân giải phóng miền Nam đóng quân từ mạn Đông-Nam Chhlong lên hướng Đông-Bắc Chhlong, khu vưc trải rộng gồm cả bờ Đông sông Mekong từ Chhlong đi Kracheh. Trong đó khu vực trung tâm là Phumi Damrei Phong.(Khu trung tâm).
- Khu vực thượng nguồn sông Chhlong, khoảng giữa Chhlong và Kracheh có V14 (Ban giao bưu TWCMN) và các binh trạm Nam Trường Sơn, đây là nơi tập kết các con em miền Nam, các thương bệnh binh đưa ra Bắc học tập và trị bệnh. Đồng thời cũng là nơi tiếp nhận lực lượng chi viện ở miền Bắc vào và phân phối đi các chiến trường.

## Đến và đi từ dòng sông Mekong.
Những mốc thời gian không bao giờ quên:
- Ngày 7 tháng 4 năm 1970 VP.TWCMN vượt lộ số 7 vào đất Campuchia.
- Ngày 6 tháng 6 năm 1970 đội hình VP.TWCMN đến bờ phía Đông và vượt sông Mekong ngay trong đêm.
- Ngày 28 tháng 1 năm 1973 (nhằm 25 tháng 12 năm 1972 AL), tại vùng căn cứ, các đơn vị của VP.TWCMN tổ chức làm heo, ăn tết sớm.
- Ngày 31 tháng 1 năm 1973 (ngày 28 tết), đơn vị bắt đầu hành quân, lên đường về nước. Lon Nol tuyên bố ngừng bắn trong mấy ngày tết Việt Nam.
- Ngày 1 tháng 2 năm 1973 (ngày 29 tết), toàn bộ đơn vị vượt sông Mekong trong trạng thái thanh bình, do có lệnh ngừng bắn.
- Ngày 4 tháng 2 năm 1973 VP.TWCMN vượt lộ số 7 về vùng căn cứ cũ Chàng Riệt. Đội hình đóng quân dọc biên giới từ Dân số, Tiên Cô, Đồi B9 (khu đất đỏ Chàng Riệt), bọc xuống Trảng Dầu (Ban tổ chức TWCMN). C25 đóng quân trên lộ ủi, xa về hướng Cà Tum. Ban tổ chức TWCMN, có bộ phận tiếp nhận tù chính trị được trao trả theo hiệp định Paris đóng căn cứ tại Trảng Tà Xia, đoạn giữa Thiện Ngôn-Lò Gò, bộ phận thứ 2 do Hai Dũng phụ trách đóng tại Lộc Ninh.